# 加倉 (さいたま市)
加倉（かくら）は、埼玉県さいたま市岩槻区の町丁および大字。現行行政地名は加倉一丁目から加倉五丁目および大字加倉。町丁は住居表示実施地区。郵便番号は339-0056。

## 地理
さいたま市岩槻区の西部に位置する。東北自動車道岩槻インターチェンジ周辺の地域である。
大字加倉の北部は住居表示が実施されたが、南部は大字のまま残る。

### 地価
国土交通省地価公示
- 所在及び地番：加倉四丁目1289番7
- 住居表示：4-22-41
- 価格：853,000円/m2
- 利用現況：住宅
  - 2018年（平成30年）1月1日現在[4]

## 歴史
もとは江戸期より存在した埼玉郡岩槻領に属する加倉村、古くは戦国期より見出せる埼玉郡のうちの加倉であった。斎藤勘解由之盛が天文年間（1532年 - 1555年）に開発したと伝えられている。
- 初めは岩槻藩領、以降変遷なし[5]。
- 幕末の時点では埼玉郡に属し、明治初年の『旧高旧領取調帳』の記載によると、岩槻藩領[6]。
- 1871年（明治4年）
  - 7月14日：廃藩置県を迎え、岩槻県の管轄となる[7]。
  - 11月13日：第1次府県統合により埼玉県の管轄となる。
- 1879年（明治12年）3月17日：郡区町村編制法により成立した南埼玉郡に属す。郡役所は岩槻町に設置。
- 1889年（明治22年）4月1日：町村制施行により、加倉・柏崎・横根・谷下・浮谷及び真福寺の6箇村が合併し柏崎村が成立。柏崎村の大字加倉となる[5]。
- 1954年（昭和29年）
  - 5月3日：柏崎村が岩槻町・新和村・和土村・川通村・河合村及び慈恩寺村と合併し岩槻町が成立[8]。岩槻町の大字となる。
  - 7月1日：岩槻町が市制施行し岩槻市となり、岩槻市の大字となる[8]。
- 1965年（昭和40年）12月1日：住居表示実施により、大字加倉の一部が本町一丁目の一部となる。
- 1966年（昭和41年）10月1日：住居表示実施に伴い、大字加倉・大字岩槻・大字柏崎の各一部から東町一丁目・二丁目が成立[9]。
- 1985年（昭和60年）7月10日：一部が大字岩槻の一部とともに大宮市に編入される。現在のさいたま市見沼区宮ヶ谷塔一丁目 - 三丁目の一部[10]。
- 1990年（平成2年）10月1日：一部から加倉一丁目 - 四丁目が成立。また、一部が並木一丁目・二丁目の各一部となる。
- 1991年（平成3年）10月7日：大字加倉の一部から加倉五丁目および原町が成立。
- 2005年（平成17年）4月1日：岩槻市がさいたま市に編入され、同市岩槻区の町丁および大字となる。

## 世帯数と人口
2017年（平成29年）10月1日時点の世帯数と人口は、以下のとおりである。
| 大字・丁目 | 世帯数    | 人口    |
| ---------- | --------- | ------- |
| 大字加倉   | 74世帯    | 117人   |
| 加倉一丁目 | 660世帯   | 1,358人 |
| 加倉二丁目 | 346世帯   | 734人   |
| 加倉三丁目 | 33世帯    | 71人    |
| 加倉四丁目 | 645世帯   | 1,391人 |
| 加倉五丁目 | 501世帯   | 1,161人 |
| 計         | 2,259世帯 | 4,832人 |

## 小・中学校の学区
市立小・中学校に通う場合、学区（校区）は以下のとおりとなる。
| 大字・丁目 | 区域                         | 小学校                 | 中学校                 |
| ---------- | ---------------------------- | ---------------------- | ---------------------- |
| 加倉       | 1 - 1504番地 1936 - 7749番地 | さいたま市立柏崎小学校 | さいたま市立柏陽中学校 |
| 加倉       | 1524 - 1718番地              | さいたま市立西原小学校 | さいたま市立西原中学校 |
| 加倉一丁目 | 全域                         | さいたま市立西原小学校 | さいたま市立西原中学校 |
| 加倉二丁目 | 全域                         | さいたま市立西原小学校 | さいたま市立西原中学校 |
| 加倉三丁目 | 全域                         | さいたま市立西原小学校 | さいたま市立西原中学校 |
| 加倉四丁目 | 1番1号 - 4番 15番1号 - 33番  | さいたま市立西原小学校 | さいたま市立西原中学校 |
| 加倉四丁目 | 5番1号 - 14番                | さいたま市立太田小学校 | さいたま市立岩槻中学校 |
| 加倉五丁目 | 全域                         | さいたま市立柏崎小学校 | さいたま市立柏陽中学校 |

## 交通

### 鉄道
加倉一丁目の北西縁および加倉二丁目の北縁を東武野田線（東武アーバンパークライン）が通るが、地内に駅はない。最寄り駅は地点によって異なり、東武野田線（東武アーバンパークライン）の七里駅、または同岩槻駅である。岩槻駅は、加倉四丁目1289番7地点から約1.4 kmの位置にある。

### バス
- 東武バスウエスト
  - 大宮営業事務所
    - 大50：大宮駅東口 - 堀の内 - 導守 - タムロン前 - 半縄橋（大宮東警察署前） - 加倉 - 岩槻駅

  - 岩槻営業所
    - 岩01：北浦和駅 - 浦高前 - 皇山道 - 山崎 - 御蔵騎西屋前 - 向大谷 - 宮下 - 加倉 - 岩槻駅

### 道路
高速道路
- 東北自動車道

一般国道
- 国道16号岩槻春日部バイパス
- 国道122号
  - 蓮田岩槻バイパス
  - 岩槻鳩ヶ谷バイパス

県道
- 主要地方道
  - 埼玉県道2号さいたま春日部線
  - 埼玉県道65号さいたま幸手線

## 寺社・史跡
- 浄土宗浄国寺（一丁目）
- 琴平神社（一丁目）
- 大宮東霊園（一丁目）
- 曹洞宗洞雲寺（四丁目）
- 加倉久伊豆神社（四丁目）

## 施設

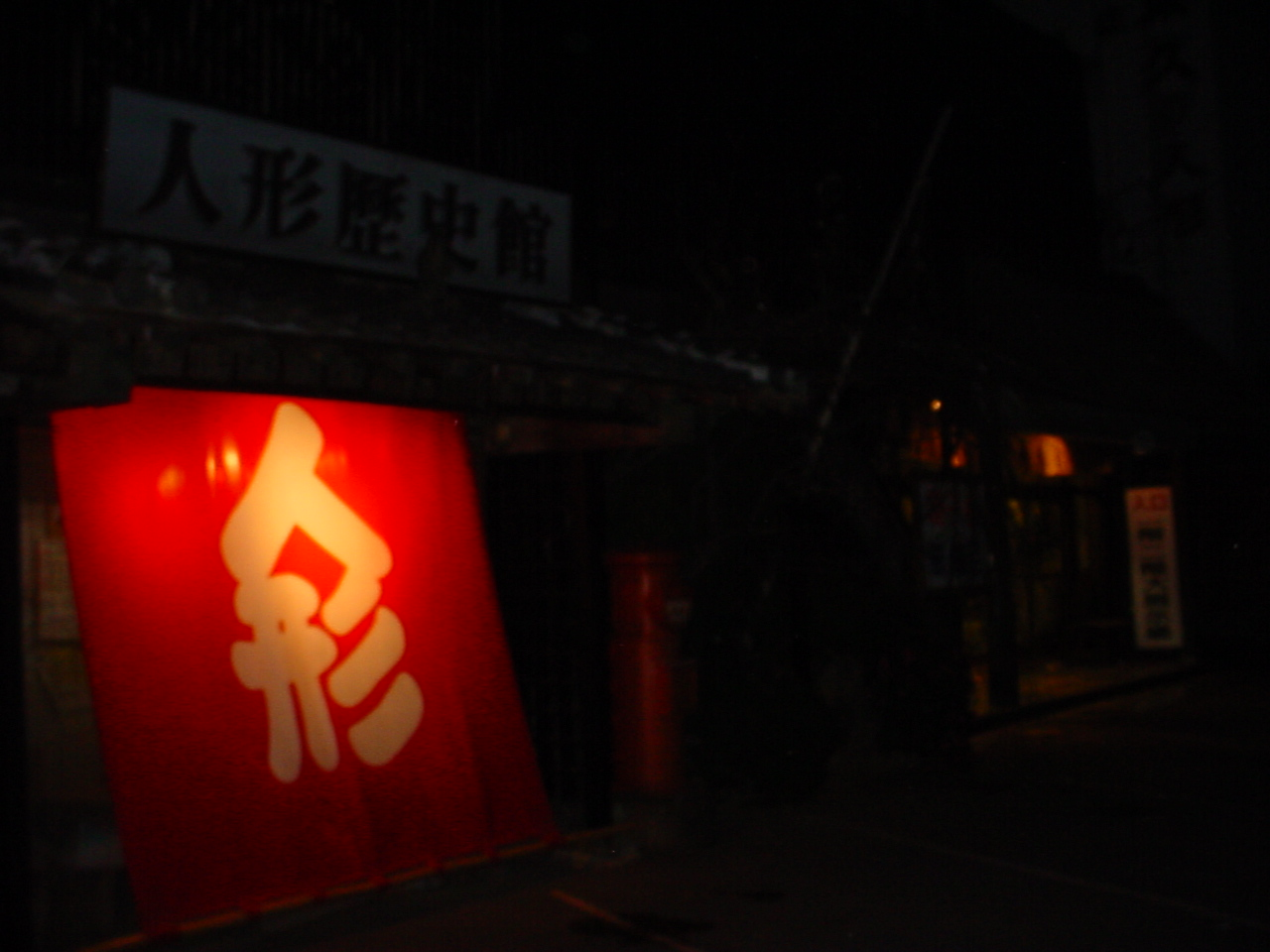
お人形歴史館 東久

幹線道路の沿線を中心に多数の商業施設が立地する。
大字加倉
- 東北自動車道 岩槻インターチェンジ
- 関東管区警察局岩槻高速道路管理室
- 東日本高速道路関東支社道路管制センター

加倉一丁目
- 岩槻みどり幼稚園 - 学校法人岩槻みどり学園
- お人形歴史館 東久

加倉二丁目
- 岩槻加倉団地集会所
- 県住宅供給公社公園
- 加倉高架下こども広場[12]

加倉四丁目
- 岩槻郵便局
- 加倉連合自治会館
- 大日本開発岩槻団地公園

加倉五丁目
- 加倉ふれあい公園 - 埼玉県立民俗文化センター跡地

※ 加倉三丁目は西部に住居があるほかは、多数の民間の商業施設が立地するのみである。

## 関連文献
- 「加倉村」『新編武蔵風土記稿』 巻ノ200埼玉郡ノ2、内務省地理局、1884年6月。NDLJP:764007/68。